# 대원공
대원공 왕효(大原公 王侾, 1093년 ~ 1161년 5월 6일(음력 4월 10일))는 고려 시대의 왕족이다. 숙종과 명의왕후의 다섯째 아들이다. 대원후(大原侯)라고도 한다.

## 생애

### 가계
1093년(선종 10년) 고려의 제15대 왕 숙종과 명의왕후의 다섯째 아들로 태어났다. 성은 왕, 이름은 효(侾), 자는 경천(敬天), 본관은 개성이다. 1102년(숙종 7년) 정식으로 이름을 받고 예물을 하사받았다. 숙종이 특별히 총애하였기 때문에 어려서 이름을 지어주는 예식을 행하면서 임금이 조서를 내려 다음과 같이 말하고
연덕궁(延德宮)의 왕자인 그대는 나면서부터 총명하고 슬기롭고 성품이 충성되고 효성스러우므로,

이제 밀명(密命)을 내려 효(侾)라는 이름을 지어주노라.
은그릇, 비단, 포화, 곡식, 안장을 얹은 말을 하사하였다. 숙종이 항상 태후와 더불어 말하기를, 
자녀가 비록 많지만 이 아이만이 효자라오.

자식은 효를 근본으로 삼아야 하는 것이므로 사람 인(人)변에 효(孝)를 더한 글자로 이름을 지어준 것이오.
라고 말하였다.

### 왕자 시절
1106년(예종 1년) 2월, 봉의동덕공신 개부의동삼사 검교태보 수사도 겸 상서령 상주국 대원후(大原侯)에 책봉되었고 식읍 2,000호와 식실 300호를 함께 받았다.
1107년(예종 2년) 11월, 예종이 서경으로 거둥하여 윤관과 오연총을 원수로 삼아 여진을 정벌하라고 명하고 공을 유수(留守)로 임명하니, 그 명을 받았다.
1110년(예종 5년)에 광효공신 수태위가 가자되고, 1113년(예종 8년) 왕으로부터 어머니 명의태후가 생전에 소유하던 명복궁의 토지와 노비 및 열쇠를 함께 봉하여 하사받았다.
1114년(예종 9년) 음력 12월 16일, 수인공신이 가자되면서 대원공(大原公)으로 진봉되었다. 1115년(예종 10년) 3월, 양간공(襄簡公)의 장녀 이씨와 혼인하였다.
1122년(예종 17년) 음력 1월 3일, 태보에 임명되었다.
그러나 인종 즉위 후 외척 이자겸이 득세하면서 자신의 반대파를 숙청하기 위해 일부 종실들에게 역모의 혐의를 뒤집어 씌워 유배를 보냈는데, 이때 왕효도 대방공과 함께 유배를 가야 했다. 왕효는 이자겸이 축출된 후인 1129년(인종 7년)이 되어서야 개경으로 소환되었고, 이때 인종은 왕효에게 봉순동덕수절찬화공신 개부의동삼사 검교태사 수태보 겸 상서령 상주국의 관직을 수여하였다. 또 식읍은 3,500호로 늘려주고, 식실도 500호로 늘렸다. 1년 뒤에는 인종에게서 여러 재물을 하사받았다.
이후 왕효는 1161년(의종 15년) 음력 4월 10일 69세를 일기로 사망하여 광제사(廣濟寺)에 빈소가 마련되었다. 시호를 장평공(莊平公)이라 추증하고, 28일에 동산 기슭에서 화장하였다. 유골을 수습하여 잠시 인효불원(因孝佛院)에 두었다가, 11월 임인일에 무덤자리를 점쳐서 의룡산 동쪽 기슭에 장례지냈다.

## 가족 관계
왕효는 아들과 딸을 두었다. 아들의 이름은 왕감이며, 처음에 강양백(江陽伯)에 봉해졌다가 후에 강양후(江陽侯)를 거쳐 강양공(江陽公)으로 진봉되었다. 왕감은 인종의 딸 덕녕궁주와 혼인하여, 의종의 장남 효령태자의 태자비를 낳았다. 딸은 정의공(定懿公) 재(梓)와 혼인하여 딸을 한명 두었으나 일찍 사망하였다.
- 조부 : 고려 제11대 문종(文宗, 1019년~1083년, 재위:1046년~1083년)
- 조모 : 인예왕후(仁睿王后, ?~1092년)
  - 아버지 : 고려 제15대 숙종(肅宗, 1054년~1105년, 재위:1095년~1105년)
- 외조부 : 유홍(柳洪, ?~1091년)
  - 어머니 : 명의왕후(明懿王后, ?~1112년)
    - 형 : 고려 제16대 예종(睿宗, 1079년~1122년, 재위:1105년~1122년)
      - 조카 : 고려 제17대 인종(仁宗, 1109년~1146년, 재위:1122년~1146년)

    - 형 : 상당후 왕필(上黨侯 王佖, ?~1099년)
    - 형 : 원명국사 징엄(圓明國師 澄儼, 1090년~1141년)
    - 형 : 대방공 왕보(帶方公 王俌, ?~1128년)
    - 동생 : 제안공 왕서(齊安公 王偦, ?~1131년)
    - 동생 : 통의후 왕교(通義侯 王僑, 1097년~1119년)
    - 남매 : 대령궁주(大寧宮主, ?~1114년)
    - 남매 : 흥수궁주(興壽宮主, ?~1122년)
    - 남매 : 안수궁주(安壽宮主, 생몰년 미상)
    - 동생 : 복녕궁주(福寧宮主, 1096년~1133년)

  - 장인 : 양간공(襄簡公)
    - 부인 : 이씨(李氏, ?~1133년)[3]
      - 아들 : 강양공 왕함(江陽公 王瑊, 생몰년 미상)
      - 딸 : 왕씨(王氏, 생몰년 미상)